# Mikal Kirkholt
Mikal Kirkholt   (Rindal, 9 de desembre de 1920 - Rindal, 28 de juny de 2012) fou un esquiador de fons noruec que va competir durant la dècada de 1950.
El 1952 va prendre part en els Jocs Olímpics d'Hivern d'Oslo, on va disputar dues proves del programa d'esquí de fons. Guanyà la medalla de plata en la prova del 4x10 quilòmetres, formant equip amb Magnar Estenstad, Martin Stokken i Hallgeir Brenden, mentre en la dels 18 quilòmetres fou dotzè. En el seu palmarès també destaca un campionat nacional. Es retirà poc després dels Jocs.